# Palacole
Palacole là một thành phố và khu đô thị của quận West Godavari thuộc bang Andhra Pradesh, Ấn Độ.

## Nhân khẩu
Theo điều tra dân số năm 2001 của Ấn Độ, Palacole có dân số 57.171 người. Phái nam chiếm 50% tổng số dân và phái nữ chiếm 50%. Palacole có tỷ lệ 74% biết đọc biết viết, cao hơn tỷ lệ trung bình toàn quốc là 59,5%: tỷ lệ cho phái nam là 79%, và tỷ lệ cho phái nữ là 70%. Tại Palacole, 11% dân số nhỏ hơn 6 tuổi.